# 池田満寿夫
池田 満寿夫（いけだ ますお、1934年〈昭和9年〉2月23日 - 1997年〈平成9年〉3月8日）は、日本の画家・版画家・挿絵画家・彫刻家・陶芸家・作家・映画監督などの従来の芸術の枠にとどまらず多彩に活躍した芸術家。エロスの作家といわれるように、官能的な作風が多い。しかし、多岐にわたる活動や多才さは、かえって“池田芸術”の高い知名度にふさわしい正当な評価を困難にしている。

## 生涯
旧満洲国奉天市（現在の瀋陽市）に生まれ、戦後長野県長野市で育つ。長野市立柳町中学校、長野北高等学校（現・長野県長野高等学校）定時制課程卒業。高校在学中に絵画が入選、画家を志し上京するが、東京芸術大学の受験に3度失敗し大学進学を断念。このうち、1回は油絵科志望、2回は彫刻科だった。酒場で似顔絵を描いて生活費を稼ぐ生活を送りながら19歳で自由美術家協会展に入選。その後、画家、瑛九の勧めで色彩銅版画の作製に取り組む。この時期、平井蒼太主宰の真珠社から豆本のシリーズを刊行。1957年に東京国際版画ビエンナーレ展に入選。1960年には同展で文部大臣賞を得て脚光を浴びた。
1961年には、上野・不忍画廊で初の個展を開く。1965年には、ニューヨーク近代美術館で日本人として初の個展を開き、話題となる。1966年、32歳のとき、棟方志功に次いで版画家としては最高権威のヴェネツイア・ビエンナーレ展版画部門の国際大賞を受賞。池田の名を国際的にも第一線の芸術家にした。版画のドライポイントでは、パウル・クレーやウィレム・デ・クーニングに加え、雪舟、水墨画の影響も受けていた。東京国際版画ビエンナーレ展などで、外国人審査員が評価したのは池田作品の中に“東洋の影”を見たからである。
後に水彩画や文学方向にも関心が傾く。1977年には『エーゲ海に捧ぐ』で芥川賞を受賞。この『エーゲ海に捧ぐ』は、絵画・歌・小説・映画とマルチな分野で池田自身の手によって現され、非常に話題となった（映画の主演は、のちにイタリアの国会議員にもなったチッチョリーナことシュターッレル・イロナ）。官能的な女性を描かせたら、当代一であったといわれる。制作した版画は1000点余り、陶芸作品は3000点を超えるとみられる。
1980年代以降は、テレビにも盛んに出演、人気クイズ番組日立 世界・ふしぎ発見!の準レギュラーなどで一般大衆への知名度もアップし、文化人としても活躍したが、晩年、陶芸制作に没頭したことはあまり知られていない。1965年に初訪米したときから、米国陶芸界の第一人者であるピーター・ヴォーコスと交流。帰国後の1983年から陶芸にも没頭した。死の3年前に制作した般若心経シリーズの作品は池田の陶芸作品の中で最高傑作といわれる。般若心経という精神世界を平面ではなく、立体的に造形化した。地蔵や佛塔の作品などは、エロスの作家といわれた池田版画のイメージとは全く異なる。池田の陶芸作品はあえて割れるように制作したのが特徴であり、池田本人は“破壊の美学”と述べている。
国際的に精力的な創作活動を展開し、多忙な生活を送っていたが、1997年3月8日、静岡県熱海市の自宅で外出先から帰宅したパートナーの佐藤を出迎えた際に、愛犬9匹に飛びつかれて転倒、搬送先の病院で心不全にて急逝。享年63。4月に、長い期間、担当していた多摩美術大学客員教授から、多摩美術大学教授（専任）への就任が内定しており、後進の指導にも本格的に当たろうとしていた矢先の死だった。墓所は熱海市医王寺。
19歳で入籍した女性が離婚に応じなかったため、生涯戸籍上の妻はこの女性のみで、その後に同居した作家富岡多恵子やバイオリニスト佐藤陽子などは内縁の妻だった。ただし、画家であった米国人女性とは国外で正式に入籍している。終生連れ添うことになる佐藤とはおしどり夫婦として知られ、池田の講演と佐藤の演奏をセットにした催しなども行っていた。
主な所蔵作品は、長野市の池田満寿夫美術館、三重県三重郡菰野町のパラミタミュージアム、熱海市の池田満寿夫・佐藤陽子 創作の家と池田満寿夫記念館でそれぞれ常設展示されている。京都市の京都国立近代美術館は佐藤陽子から寄贈された版画作品を所蔵する。広島市現代美術館、長野県立美術館は池田作品のコレクションを所有。

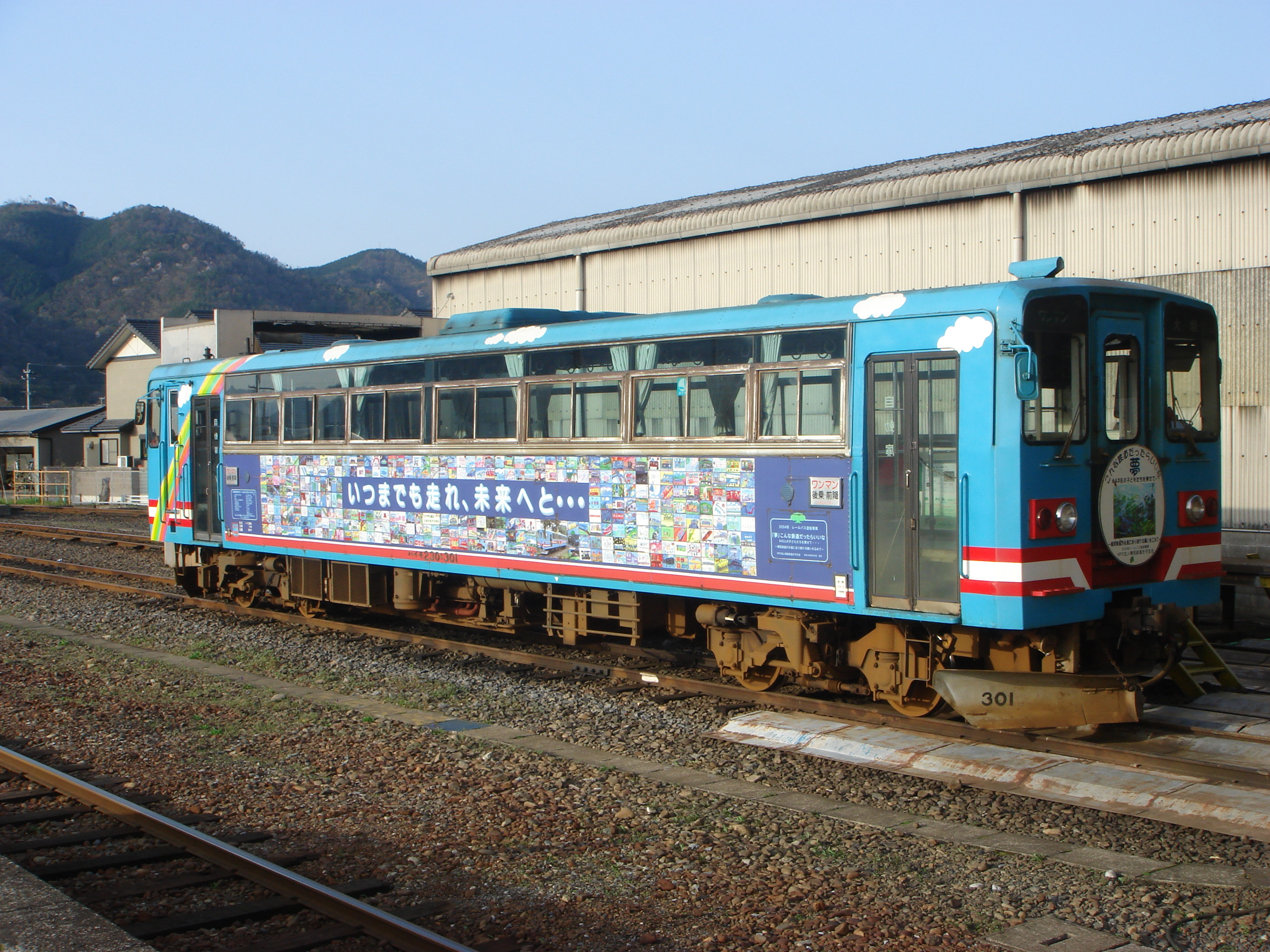
池田デザインラッピング電車樽見鉄道ハイモ230-301
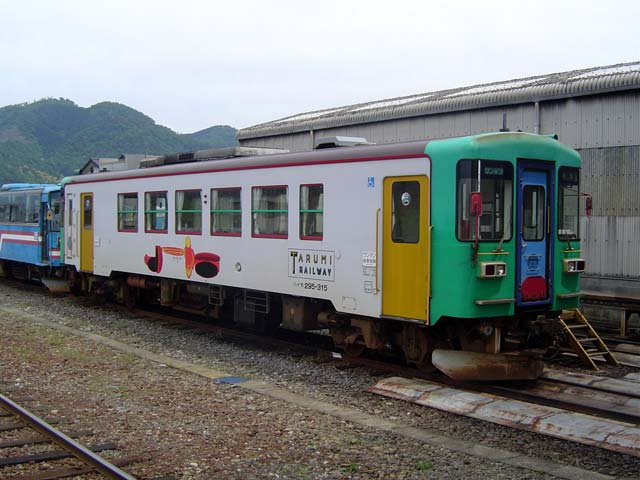
池田デザインラッピング電車樽見鉄道ハイモ295-315

## 人物・活動

### コラージュ・カット
池田が挿絵家としても一流だったことはいまでは忘れられている。カット類をまとめると1000点を超えるとみられる。コラージュは新聞紙、雑誌、布などを組み合わせて貼り付ける手法だが、池田は版画制作を始める前にコラージュを手掛け、カット、版画などに活用するようになった。1960年代～70年代、池田の作品はイラストレーターやグラフィック・デザイナーに刺激を与えた。
池田のカット、コラージュの全容の一部が分かるのが、池田著『コラージュ アフォリズム』（1986年、創樹社）である。300点強のカット、コラージュを収録。カットや版画作品を見ると、池田が作品制作にコラージュの手法を多用していることが分かる。コラージュは池田の制作活動の基本的な手法の一つとなっている。『コラージュ論』（1987年、白水社）を著している。
1961年以降、岩波書店発行の雑誌『世界』とPR誌『図書』、『朝日ジャーナル』、新聞・雑誌にカットを描いていたが、芥川賞受賞以降は出版社が遠慮して注文自体が少なくなった。
国立国会図書館新館ロビーに設置されたタピスリー・コラージュ「天の岩戸」（1986年）が著名だ。天女が空へ舞い上がるイメージで制作された西陣織を使った「天女乱舞A」（1987年、池田満寿夫美術館蔵）は親友の澁澤龍彦へのオマージュとして完成させた。

### 油彩とアクリル、水彩
高校2年のとき、油彩「橋のある風景」（池田満寿夫美術館蔵）が第1回全日本学生油絵コンクールでアトリエ賞を受賞した。高校卒業後、画家を目指して上京したが、公募展に出品した油彩作品は世に認められなかった。版画を始めた後も、しばらくの間、油絵を制作。約20年間中断し、80年代以降は、アクリルでまず下絵・原画を描いてから版画制作に取り掛かる手法を用いたこともあった。雑誌『婦人公論』『月刊現代』の表紙を飾った女性像はアクリルだ。
池田の油彩は、中学、高校時代、20代以降で大きな振幅を示す。ユトリロやヴラマンク、モディリアニ、佐伯祐三、松本俊介にあこがれた少年時代は灰色調だったが、その後、原色を使用し、さらに、ピカソ風、シュルレアリスム風、抽象 などへ作風が揺れ動いた。アクリルの表紙画は具象性、写実性が強い。
亡くなる約半年前、池田は東京・新宿の画材店で、油絵の材料を大量に購入し、「これから油絵をしよう」と話していたという。死後、熱海市のアトリエのイーゼルには100号のアクリル作品3点が未完のまま残されていた。
一方、水彩には50年代に描かれたカンディンスキー風の小品や大作「美しさと哀しみと」（1965年、不忍画廊蔵）がある。『みづゑ』表紙や1977年、野性時代新人文学賞を受賞した角川書店発行の『エーゲ海に捧ぐ』の表紙の裸婦は水彩とフロッタージュで描かれている。
「美しさと哀しみと」は同年に制作された松竹映画『美しさと哀しみと』の中に登場する。原作はノーベル賞作家の川端康成で、堕胎した女流画家とその弟子で画家への恋慕から画家の元恋人に近づく若いレズビアンの女性がからむストーリーを監督篠田正浩が映像化した。池田は主人公の女流画家を演じる八千草薫に代わり畳3畳分の絵を描いた。その数年前から池田と交際し、池田の銅版画を高く評価していた篠田が「地獄と怪物」の画家といわれるオランダのボッシュの絵のようにと制作を依頼。上中下畳3畳分の絵のうち、真ん中部分のみ残り、残りは行方不明である。

### 版画
油絵が売れなかったため、講談社の絵本の挿絵なども手掛けるべく努力していたが　22歳のとき、画家・瑛九の助言で、色彩銅版画を始めた。当時の日本では色彩銅版画を本格的に手掛ける作家が少なく、何とか絵で生活したいと思ったためである。生活費を稼ぐため、エロティックな版画集も制作した。
銅版画のプレス機は当初は小学生が使うようなハガキの倍くらいのサイズしか刷れない機械を使用。公募展で賞をとるたびに賞金で大型のプレス機を購入し、版画作品もこれに伴ってサイズが大きくなっていった。
版画の技法は、瑛九のエッチング講習会の助手をして基本的なことを学んだが、自己流を通した。木版、銅版、シルクスクリーン、リトグラフなどが現存する。特に、ドライポイントによる銅版画の評価が高い。
池田の作品が広く評価されるようになったのは、2人の外国人に銅版画のドライポイントを認められたことがきっかけである。第2回東京国際版画ビエンナーレ展と第3回展で、それぞれ国際審査員のドイツ人美術評論家・ヴィル・グローマンとニューヨーク近代美術館版画部長・ウィリアム・リーバーマンに評価され、入賞した。銅版に鋭い刃で傷を付ける、池田のドライポイントの線描は、パウル・クレーやデ・クーニング、ヴォルスの線に似ているが、雪舟の水墨画『秋冬景山水図』の線にも影響を受けている。日本人審査員は評価しなかったが、グローマンは「ここには東洋がある。日本の能面に通じる簡潔な美がある」と“東洋の影”を指摘して絶賛した。このドライポイントを主軸にした版画がヴェネツィア・ビエンナーレ展版画部門で評価されたのである。
雪舟の水墨画の影響がうかがえる作品としては、第2回パリ青年ビエンナーレ展版画部門優秀賞を受賞した「大きな女」やドイツの古雑誌を使ったコラージュ「ムーン・フェイス」などが挙げられる。
なお、エロティックな作品のモデルは生身の女性ではない。裸体モデルを使ったことはほとんどなく、ファッション雑誌やポルノ雑誌を利用して、イマジネーションを膨らませた。雑誌の表紙画の女性も特定のモデルはいない。
版画の代表作は、銅版画やリトグラフなど内外での受賞作品がまず挙げられる。池田自身が代表作125点を自選した『池田満寿夫25年の歩み』（1981年、アートよみうり）も出版されている。
- 第2回東京国際版画ビエンナーレ展文部大臣賞の「女・動物たち」「女の肖像」「女」
- 第2回パリ青年ビエンナーレ展版画部門優秀賞の「月の祭」「大きな女」「女王」
- 第3回東京国際版画ビエンナーレ展東京都知事賞の「動物の婚礼」「夢の鳥」「花嫁の領地」
- 第4回東京国際版画ビエンナーレ展国立近代美術館賞の「夏1」「私は何も食べたくない」「化粧する女」
- 第1回クラクフ国際版画ビエンナーレ展入賞の「楽園に死す」「姉妹たち」「天使のいる風景」
- ヴェネツィア・ビエンナーレ展版画部門国際大賞の「動物の婚礼」「庭を横切る昆虫」「金曜日は雨」「戸口へ急ぐ貴婦人たち」「天使の靴」「タエコの朝食」「サイズはサイズ」「化粧する女」「夏1」「夏2」「聖なる手1」「青い衣裳」「海のスカート」「ロマンチックな風景」「楽園に死す」「姉妹たち」「花園にて」「天使のいる風景」「ヴォーグから来た女」「夏の夢」「シンデレラの広告」「バラはバラ」「Spring and Springs」「青い椅子」「愛の瞬間」「Something1」「Something2」「ある種の関係」。

大賞受賞作28点のうち、「バラはバラ」など10点は自分のアトリエではなく、旅先のニューヨークのホテルなどで制作した。1965年、ニューヨーク近代美術館での個展のため、観光気分で渡米した際、池田はヴェネツィア・ビエンナーレ展の日本代表作家に選ばれた。しかし、旧作とともに、新作10点の出品を求められた池田は困惑した。池田は腐食に頼らない、ドライポイントとルーレットで急きょ制作を進め、現地の工房を借りて刷り上げた。旅先での不慣れな制作環境の中、チャンスを見事に生かした。
米国と日本を拠点とした制作活動では、メゾチント技法を多用する詩的な主題へ向かったが、突然に奔放なエロティシズムを打ち出し、転機となった。帰国後にドライポイントを再び手掛ける。また宗達や琳派の空間構成を意識した大作リトグラフやコンピュータ・グラフィックスの原画をもとにした版画を制作した。
- 第8回リュブリアナ国際版画ビエンナーレ展入賞の「靴の裏側」「ブダペストからの自画像」「マリリンの半分」
- 第3回クラクフ国際版画ビエンナーレ展入賞の「夢」
- 第17回アメリカ国内版画展入賞の「ファッション」

### 書
池田の書は全くの我流である。1964年には、読売新聞に連載された小説家、子母沢寛の自伝的な読み物のカットに加えて題字も引き受けていた。題字を書くようになった動機は不明だが、1本の線を細く、また太く一気に書くこと自体、絵を描くのと同じだと考えていたようだ。白石かずこの詩集本の題字なども担当している。
池田は若いときからこの我流の書に自信を持っていた。晩年になると、陶芸作品の箱書きとともに、頼まれて書を多く書き始めた。
書と美術の関係について池田は『芸術家になる法 池田満寿夫対談金田石城』（1997年、現代書林）の中で、「日本が世界に影響を与えたのは浮世絵と書の二つ。書は世界美術に対して影響を与えている。非対象主義は全部書から来ている。20世紀の世界美術に与えた書の影響力は本当に凄い。ミロも書の影響を受けている。1本の線を均等に引くのが西欧の伝統、太くしたり細くしたりするのは書の影響」としている。

### 文学
文学面での才能は芥川賞を受賞した小説『エーゲ海に捧ぐ』で知られるが、20代から詩やエッセイを発表、美術評論も手掛けるなどその文才は美術・文学関係者から注目を集めていた。詩人の田村隆一は、池田の文体はコラージュ的であると批評している。
少年時代から文学に親しんだ池田は、無名時代には謄写版刷りの私家版詩集や詩画集を発行した。『美の王国の入口で　私のなかの世界美術』（1976年、芸術生活社）では美術評論家顔負けの独創的な美術論を展開。新聞・雑誌に多様なエッセイを発表している。森茉莉、加藤郁乎、澁澤龍彦、吉行淳之介、野坂昭如らの詩集、著作本の装丁もしている。
ベストセラーとなった『エーゲ海に捧ぐ』は42歳のとき、米国滞在中に雑誌『野性時代』編集長の誘いで生まれた。『朝日ジャーナル』連載のエッセイが好評だったためで、個展開催のため帰国した際、ホテルに5日間缶詰となって書き上げた。このとき池田は実際にはエーゲ海を訪れたことはなかった。1976年、野性時代新人文学賞を受賞。翌年、芥川賞を受賞した。画家が受賞したのは初めてで、池田は“時代の寵児”になった。
芥川賞の選考委員会は3時間を超す異例の選考となり、吉行淳之介が池田を強く推薦し、永井龍男は結果を不満とし、前回の村上龍と併せて芥川賞への不満を表明して選考委員を辞任した。
このほかの小説は『ミルク色のオレンジ』（1976年）、『テーブルの下の婚礼』（1977年）など、多数の著作がある。

### 映画・テレビ
1978年の映画『エーゲ海に捧ぐ』は、同名の芥川賞受賞小説とは内容が異なる。ローマなどでロケし、イタリア女優が出演した官能的な全裸シーンがあり、話題を呼んだ。興行収入は16億円に上る。2作目の映画『窓からローマが見える』は興行的には失敗した。脚本・演出を手掛けたり、テレビドラマで、佐藤陽子とともに出演。クイズ番組にも登場し、お茶の間の人気を博した。1992年12月には、ボードゲームであるオセロ（ツクダオリジナル販売）のCMにも佐藤とともに共演した。
なお、映画『エーゲ海に捧ぐ』の主題歌が、ジュディ・オングが歌って日本レコード大賞を受賞した「魅せられて」とする誤解がしばしば見られるが、同じ年に発売された「魅せられて」は女性下着メーカー・ワコールのCMソングだった。ただ、楽曲は元々池田と意気投合した酒井政利がエーゲ海に捧ぐのCMソングとして考えたもので、ワコールのCMには同映画の主演女優が出演しており、一種のタイアップのような形になっていた。

### 造形
池田は絵画以外に立体の仕事も精力的に手掛けている。なかでも晩年の陶芸作品、般若心経シリーズの作品群については版画を超えるとの評価をする人が多い。なお、これら陶芸作品について、オブジェや陶彫だとする人もいる。
中学時代の池田は平安時代の仏像彫刻と考古学に熱中。古紙屋から戦前の教科書を探し出し、仏像や寺院の写真をスクラップするほどだった。池田は東京藝術大学を3回受験したが、うち2回は彫刻科だった。版画家として活動しているときでも、立体の仕事をしたいと思い続け、彫刻のためのデッサンやオブジェのイメージを密かに育てていた。陶芸より彫刻、テラコッタの方に関心の重点を置いていた。
池田が49歳のとき、陶芸を始めたのはその意味で偶然ではない。それ以前は彫刻の素材として何がいいのかを考えているうち、時間が過ぎていたのだ。米国滞在中には実際には使用しなかったが、アトリエに電気窯を備え付けている。そんな立体に興味を抱いている最中の1983年、誘われて静岡県南伊豆町の日本クラフトの岩殿寺窯でロクロを回した。
陶芸の世界に一気にはまった。感性の趣くままに芸術活動をする池田は、その表現の手段にこだわりをみせていない。版画でも様々な技法に挑戦し、年代によって作風が変化している。池田は自分のイメージを表現できる造形手段として陶芸が一番であると思った。池田は陶芸について「なんといってもインスピレーションと成り行きだけでどんどん形を作っていけるシステムが私を興奮させた」（1992年8月24日付読売新聞夕刊）とその魅力を語っている。
陶芸を始めてから西洋美術史一辺倒の池田の芸術思考に変化が起きた。西欧の絵画と彫刻に目を向けていた池田は、日本の縄文土器や弥生土器、楽茶碗、織部に改めて関心を抱き始めた。俵屋宗達や尾形光琳の影響を受け、版画でも金色、銀色を使い出した。
池田の陶の制作方法は、当初は若手陶芸家をアシスタントに雇ってロクロで壺や徳利、皿などを成形するよう指示。これらをゆがめたり、つぶしたり、組み合わせたりして完成させた。窯はガス窯、電気窯を使用していた。
作風が大きく変化するのは、1993年、山梨県増穂町(現・富士川町)、増穂登り窯（太田治孝主宰）内に野焼き風の焼成が可能な薪窯の「満寿夫八方窯」を造ってからである。耐火度が強い土を使い、高さ1mクラスの大型作品は板状の粘土を使ってタタラ作りの技法や手びねりで制作した。
代表作は「般若心経」シリーズ（パラミタミュージアム蔵）と「古代幻視」シリーズ（池田満寿夫記念館展示）の作品群である。池田満寿夫美術館（長野市松代町）の開館に合わせて制作した「土の迷宮」シリーズの作品群や富士山の様々な景色を描いた陶板画もある。
池田の陶の作品群の中で最高傑作に数えられる般若心経シリーズの作品は、2年がかりで般若心経を立体的に造形化した。高さ約1.5mもの大佛塔6体、佛塔24体、地蔵42体、心経碑34点、心経碗276点、心経陶板54点、佛画陶板30点、心経陶片828点と膨大な数だ。仏の顔はなぜかガンダーラ仏に似ており、エロスの作家といわれた池田の版画とは全然異なる宗教的な風情を醸し出す。佛画陶板はドライポイントの技法を援用して陶板表面が半乾きのとき、クギでひっかいて彫った。
このパラミタミュージアムは、ジャスコ・イオングループを事実上創業した岡田卓也の実姉、小嶋千鶴子が私費で建設した。池田の死後、『池田満寿夫の造形 般若心経』（1995年、同朋舎出版）を偶然見た小嶋が感動して「般若心経」シリーズの作品群を購入、展示施設を造った後、岡田文化財団に寄贈した。
池田は米国陶芸界の第一人者ピーター・ヴォーコスと30年近く交流を続けた。ヴォーコスは陶芸家兼彫刻家であり、絵画、コラージュ、版画にも手を染めるなど池田と同様、マルチアーティストだった。ロクロで壺などを引いて積み上げた後、ハンマーなどで作品を打ってゆがませる手法でも知られる。前衛的で、荒々しい、用の美を備えない作品は、日本の日本の陶芸界、特に若手陶芸作家に衝撃を与えた。池田はニューヨーク近代美術館での個展開催のため、1965年、富岡多恵子と初訪米した際、ヴォーコスに会い、その後も交際していたのだ。池田は陶芸を始める直前、ヴォーコスの作品を購入している。ヴォーコスとの出会いは池田の芸術活動に多大な影響を及ぼした。
一方、彫刻については、陶の作品制作を始めた後にブロンズ制作を手掛けた。野外に置かれる巨大なモニュメントも制作した。長野市のブロンズ製『アポロンの水瓶』（1989年）、兵庫県西宮市、ブロンズ『静と動』『天馬』『ラ・メール』（1991年）などである。第2回フジサンケイ・ビエンナーレ現代国際彫刻展には“新人彫刻家”として応募、ブロンズ「犀」（1995年）（美ヶ原高原美術館）が優秀賞を受賞した。

### 交友関係
幅広い交友関係を持っていたが、画壇に属する人々とはほとんど付き合わなかった。
版画家・靉嘔、イラストレーター・眞鍋博、画家・堀内康司、写真家・奈良原一高は、21歳のとき結成したグループ「実在者」のメンバーや協力者である。堀内康司は池田の才能を最初に見出した人である。靉嘔の紹介で出会った画家・瑛九の存在も大きい。これを機縁に美術評論家の久保貞次郎と知り合い、作品頒布会をつくってもらった。デモクラート美術家協会のときは、泉茂、加藤正と交際した。また詩人・美術評論家瀧口修造の企画によるタケミヤ画廊での銅版画展への出品を機に、画家・加納光於、野中ユリらと親しく付き合った。
2人目のパートナー、詩人の富岡多恵子と暮らし始めてから池田の交遊関係は広がった。詩人との交際が増え、飯島耕一、西脇順三郎、鍵谷幸信、吉岡実、萩原葉子らを知る。特に1963年、29歳のとき、東京都世田谷区松原町に18畳あるアトリエを借りてから多数の友人が集まった。詩人・加藤郁乎、白石かずこ、田村隆一、舞踏家・土方巽、作家で仏文学者の澁澤龍彦、芸術家・ジミー鈴木らである。隣家に住む仏文学者、評論家の巌谷國士も加わった。芸術論を戦わせ、パーティーを開いて、ときには当時はやり始めたツイストを踊り、演歌を歌った。年長者では詩人・西脇順三郎、森鷗外の娘で作家の森茉莉、音楽評論家・吉田秀和らの名前が挙がる。映画監督の篠田正浩、グラフィック・デザイナーの勝井三雄、美術評論家・瀬木慎一とも交わった。
1965年の初渡米から、熱海へ居を構えた晩年まで、版画家・野田哲也、彫刻家・篠田守男、飯田善国、井上武吉、 人形作家・四谷シモン、芸術家・金子國義、評論家・加藤周一、作家・堀田善衛、陶芸作家・伊勢崎淳、詩人・松永伍一、ジャーナリスト・島崎保久、作家・野坂昭如と交際範囲はさらに広がる。米国滞在中には、イサム・ノグチの知遇を得る。 グラフィック・デザイナーの松永真、陶芸家・中村錦平、 作家・中村真一郎、美術評論家・米倉守らとも交わった。
版画作品にもこれらの友人たちの肖像が数多く登場する。土方巽、吉田秀和夫婦、白石かずこ、森茉莉、萩原葉子、澁澤龍彦、ジミー鈴木、西脇順三郎で、大半は1964年に制作された。
晩年の池田が才能を認め、支援した版画家の中には北川健次、清原啓子、山口啓介らがいる。

## 評価
池田は版画家、画家、彫刻家、陶芸家、芥川賞作家、エッセイスト、映画監督と、多岐にわたる分野で足跡を残したが、高い知名度に比べその芸術活動について、生前から正当な評価を受けていたとは言いがたい。また、版画、油彩についての本格的な評論は生前も死後もほとんどない。
小説についても同様である。むしろ、芥川賞受賞後、文壇から激しい批判を受けた。『季刊藝術』第47号の「座談会　芸術とマス・メディア・II」（1978年10月）では、高名な文芸評論家や美術評論家、画廊主ら7人が「芥川賞作家の是非」を主要テーマに、あたかも「たかが画家が芥川賞を取ったのはけしからん」と受け取れるような悪意ある批判をしている。
テレビのクイズ番組などへの出演を始め、マルチタレントとしての活躍ぶりに対しても美術界から声にならない“反発”があったと見られる。当時、芸術家はアトリエにこもって制作していればいいとの感覚があったからだ（以下追悼記事参照）。
陶芸作品については美術評論家・林屋晴三が2008年の「池田満寿夫　知られざる全貌」展図録の中で陶芸界では初めて高く評価している。

### 追悼記事
- 1997年3月9日付日本経済新聞の文化面（阿部良、宝玉正彦）によれば、「高い知名度、展覧会の人気にもかかわらず、その後も作品の出来栄えが正面切って論じられることは少なかった。あまり不平を言うことのない人だったが、1人になると、画壇がまともに取り上げてくれない不満を漏らすこともあった」。

- 美術評論家の中原佑介は「確かに池田はマルチタレントだった。しかし、日本では岡本太郎もそうだったけれども、多才な美術家ほど美術家としては信用されないというムードがある。池田に対する美術界の対応にもそれがあった。この国では、この道一筋の純粋主義が信用されるのである」「しかし、それ以上に、こうしたマルチタレントの美術家がマルチタレントというだけで正当に評価されない風土を不毛だと思わざるを得ない」（1997年3月17日付朝日新聞夕刊）。

- 詩人の松永伍一は「日本の美術界は各種美術団体の有力者たちが牛耳っている。（中略）この道一筋を看板にしているからあれもやりこれもやることを避けてきた。美術評論家たちも（中略）やりたいことをやりまくる池田満寿夫のような旺盛な遊び心を持つ芸術家を軽蔑してきた」「ではピカソやミロはどうなるだろう。絵をやり彫刻をやり版画をやり陶器をつくった。池田満寿夫はその上小説を書き、随筆を書き、浮世絵を研究し、脚本を書き、映画をつくったから、この多才ぶりを美術界は俗物扱いにしてきた。余技というものがなかった。どれを見ても一流だった。美術批評を業としている連中はおそらく内心嫉妬していただろう」（1997年4月5日付山形新聞）。

## 年譜
- 1934年（昭和9年）2月23日 旧満洲国奉天（現・中国遼寧省瀋陽）に生れる。父親は大学生のとき、趣味で油絵を描いていたという。池田は、幼少期に最初に描いた絵は「正面から見た双発の航空機だ」と回想している
- 1945年（昭和20年）（11歳） 8月、万里の長城がある中国・張家口で終戦を迎え、12月に母の郷里長野市に帰る
- 1948年（昭和23年）（14歳） 中学の担任教師の影響で平安時代の仏像と考古学に興味を抱く。上野の国立博物館を初めて訪れ、縄文人の創造力に感嘆する。また、地元図画教師を対象にした夏期講習会に参加し、モデルの少女を描いた油彩を講師の彫刻家石井鶴三にほめられて自信をつける
- 1951年（昭和26年）（17歳） 1月、第1回全日本学生油絵コンクール（毎日新聞社主催）で、油彩「橋のある風景」（池田満寿夫美術館蔵）がアトリエ賞を受賞。審査員は安井曾太郎、寺内萬治郎、鍋井克之、須田国太郎、猪熊弦一郎、林武、脇田和ほか。上野の国立博物館で開催されたマチス展と宗達・光琳派展を見る
- 1952年（昭和27年）（18歳） 3月、長野北高校（現・長野高校）卒業。東京藝術大学油絵科を受験するが不合格。4月、画家を志して上京、生計のため盛り場を回って似顔絵を描く
- 1954年（昭和29年）（20歳） 東京藝術大学彫刻科を2年連続して受験するが不合格。自由美術家協会展で油絵が落選し、以後公募展に出品せず
- 1955年（昭和30年）（21歳） 4月、靉嘔、眞鍋博、堀内康司とグループ「実在者」を結成。この年、私家版による最初の詩集発行。ダダのフォトモンタージュを雑誌で見てコラージュを手掛ける。11歳年長の下宿の娘と結婚
- 1956年（昭和31年）（22歳） 瑛九の助言で、色彩銅版画を始め、エッチング、アクアチントを手掛ける。
- 1957年（昭和32年）（23歳） 6月、第1回東京国際版画ビエンナーレ展（国立近代美術館、読売新聞社共催）公募部門に入選。銅版画の技法ドライポイントを一時手掛ける
- 1958年（昭和33年）（24歳） 豆本制作を始める
- 1960年（昭和35年）（26歳） H氏賞を受賞した詩人・富岡多恵子と同棲する。11月、ドライポイントを再び手掛け、水墨画をヒントに独自の線描を確立。第2回東京国際版画ビエンナーレ展招待出品で、文部大臣賞を受賞する。審査にあたったドイツの美術評論家ヴィル・グローマンが「日本の能面に通ずる簡潔な美がある」と評する
- 1961年（昭和36年）（27歳） 2月、岩波書店の『世界』にカットが採用される。以後、同書店『図書』、『朝日ジャーナル』、新聞各紙などに池田のカットが掲載されるようになる。新聞の連載物の題字も担当。4月、上野・不忍画廊で初の銅版画個展開催。9月、第2回パリ青年ビエンナーレ展で版画部門優秀賞受賞
- 1962年（昭和37年）（28歳） 10月、第3回東京国際版画ビエンナーレ展で東京都知事賞受賞。国際審査員のウィリアム・S・リーバーマンに認められる
- 1964年（昭和39年）（30歳） 11月、第4回東京国際版画ビエンナーレ展で国内大賞に当たる国立近代美術館賞を受賞。リーバーマンは翌年のニューヨーク近代美術館での個展を企画
- 1965年（昭和40年）（31歳） 2月、川端康成原作、篠田正浩監督の映画「美しさと哀しみと」の中で、オランダ人画家ボッシュの絵に似た水彩画を描く。6月、第6回リュブリアナ国際版画ビエンナーレ展入賞。7月、富岡多恵子とサンフランシスコ経由ニューヨークへ。米国陶芸界の第一人者ピーター・ヴォーコスと会う。8月、池田満寿夫の版画展（ニューヨーク近代美術館）開催。東京国際版画ビエンナーレ展の審査員を務めたウィリアム・S・リーバーマンが企画する
- 1966年（昭和41年）（32歳） 中国系米国人の画家リランと出会いロサンゼルスで同棲を始める。6月、第1回クラクフ国際版画ビエンナーレ展入賞。第33回ヴェネツィア・ビエンナーレ展版画部門で国際大賞を受賞。銅版画の技法メゾチントを手掛け、初めてリトグラフを制作する
- 1967年（昭和42年）（33歳） 3月、芸術選奨文部大臣賞を受賞。グローマンの推薦でドイツへ留学。ヨーロッパ各地の工房で版画制作を試みる。
- 1969年（昭和44年）（35歳） 6月、第8回リュブリアナ国際版画ビエンナーレ展入賞
- 1970年（昭和45年）（36歳） 6月、第3回クラクフ国際版画ビエンナーレ展入賞。第17回アメリカ国内版画展（ブルックリン美術館）入賞
- 1972年（昭和47年）（38歳） 2月、初の本格的な画集『池田満寿夫全版画作品集』（美術出版社）刊行。3月、米国イースト・ハンプトンにアトリエを構える。小型の電気窯を購入したが使わなかった
- 1976年（昭和51年）（42歳） 春、『野性時代』編集長の誘いで、ホテルに缶詰になり、小説『エーゲ海に捧ぐ』を5日間で執筆
- 1977年（昭和52年）（43歳） 7月、『エーゲ海に捧ぐ』が芥川賞に選ばれる。同時受賞は三田誠広の『僕って何』
- 1979年（昭和54年）（45歳） 1月、初監督作の映画「エーゲ海に捧ぐ」が完成。10月、イースト・ハンプトンを引き揚げ、帰国する
- 1980年（昭和55年）（46歳） 1月、池田と佐藤陽子の「新しい門出を祝う会」が催される
- 1981年（昭和56年）（47歳） 4月、「池田満寿夫25年の歩み 自選125点」展開催。10月まで映画2作目「窓からローマが見える」を制作
- 1982年（昭和57年）（48歳） 12月、東京から熱海市海光町へ転居する
- 1983年（昭和58年）（49歳） 8月、静岡県下伊豆町の岩殿寺窯で初めて作陶する。12月、TVドラマ「大奥」を演出
- 1984年（昭和59年）（50歳） 5月、初の陶芸展を東京、髙島屋日本橋店で開き、約120点を発表。7月、NHK総合テレビの推理ドキュメント番組「謎の絵師・写楽」で「写楽は役者中村此蔵」と発表
- 1986年（昭和61年）（52歳） 5月、国立国会図書館新館ロビーに大型タピスリー・コラージュ「天の岩戸」を設置。7月、埼玉県狭山市新庁舎に陶壁を設置。12月、熱海市下多賀にガス窯と電気窯を備え、版画用プレス機を備えた「満陽工房」（広さ約100坪）を設立
- 1987年（昭和62年）（53歳） 10月、テレビドラマ「必殺仕事人ワイド 大老殺し 下田港の殺し技珍プレー好プレー」（朝日放送）に安藤広重役で出演。
- 1989年（平成元年） (55歳)　相模鉄道6000系「アートギャラリー号」のデザインを手掛けた（3月運行開始）。
- 1990年（平成2年）（56歳） 秋、池田の助言で、山梨県増穂町に増穂登り窯が開窯。翌年から登り窯や穴窯で焼成を試みる
- 1991年（平成3年）（57歳） 縄文土器の土で成形し、岩手県藤沢町で2回目の野焼きをしたが、炎の力で破壊された作品に美を感じる
- 1993年（平成5年）（59歳） 6月、薪窯で野焼き風に焼成できるよう、増穂登り窯の敷地内に自ら考案した薪窯「満寿夫八方窯」を築窯。池田は作品表面に灰が付いたり、“火前、火裏”が分かるような作品は嫌いだった
- 1995年（平成7年）（61歳） 5月、2年かけて制作した般若心経シリーズの作品を発表。5月、京都市、清水寺で、阪神・淡路大震災の犠牲者鎮魂のため、縦4m×横7mの和紙に「般若心経」の経文を揮毫
- 1997年（平成9年）（63歳） 2月、最後の陶の作品「土の迷宮」シリーズを焼成する。3月8日、急性心不全により死去。死後、新聞各紙には「多彩さが日本での評価妨げ」など池田を悼む美術評論家らの原稿が掲載される

## 死後、開かれた全国規模の回顧展
- 2000年、「池田満寿夫展」（産経新聞など主催）
- 2002年、「黒田コレクションから 版画家 池田満寿夫の世界展」（日本経済新聞など）
- 2008年、「池田満寿夫 知られざる全貌展」（毎日新聞など主催）

## 著書

### 画集など
- 『池田満寿夫集』筑摩書房(現代版画) 1970
- 『七つのリトグラフ 池田満寿夫オリジナル版画集』筑摩書房 1971
- 『池田満寿夫全版画作品集』美術出版社 1972
- 『池田満寿夫裸婦素描』美術出版社 1977
- 『池田満寿夫グラフィティ』潮出版社 1977
- 『池田満寿夫全版画』美術出版社 1991

### 小説など
- 『エーゲ海に捧ぐ』角川書店 1977 のち文庫、中公文庫
- 『楼閣に向って』角川書店 1978  のち文庫
- 『シナリオエーゲ海に捧ぐ』角川文庫 1979
- 『窓からローマが見える』角川書店 1979  のち文庫
- 『私小説 わが青春の文学と性の遍歴』文藝春秋 1980
- 『ズボンの中の雲』角川書店 1980
- 『マンハッタン・ラプソディ』角川書店 1982  のち文庫
- 『楽園のこちら側』中央公論社 1984 「10フランの恋人」文庫
- 『ふじやまげいしゃ』講談社 1985  「ロマネ・コンティ」中公文庫
- 『女のいる情景』日本経済新聞社 1988 のち朝日文芸文庫
- 『尻出し天使』新潮社 1991 のち中公文庫
- 『時の乳房』角川書店 1997

### 随筆・対談・評論
- 『私の調書』美術出版社 1968 のち角川文庫
- 『模倣と創造 偏見のなかの日本現代美術』中公新書 1969　のち文庫
- 『私自身のアメリカ』朝日新聞社 1973 のち講談社文庫
- 『思考する魚』番町書房 1974 のち角川文庫
- 『私の調書・私の技法』美術出版社 1976
- 『美の王国の入口で 私のなかの世界美術』芸術生活社 1976
- 『鳥たちのように私は語った 対談集』角川書店 1977
- 『日付のある自画像』講談社 1977
- 『複眼の思考』白水社 1980
- 『親しい友への手紙』新潮社 1980
- 『葡萄色の愛』主婦と生活社 1982
- 『私のピカソ私のゴッホ』中央公論社 1983  のち文庫
- 『ハーフ・プライバシー』旺文社文庫 1983
- 『お尻の美学』講談社 1983
- 『池田満寿夫の陶芸 伝統への挑戦』美術出版社 1984
- 『されど写楽』日本放送出版協会 1985
- 『コラージュアフォリズム』創樹社 1986
- 『コラージュ論』白水社 1987
- 『女のための男の手料理』中央公論社 1987 「男の手料理」文庫
- 『同心円の風景』毎日新聞社 1987
- 『池田満寿夫おくのほそ道・みちのく紀行』日本放送出版協会 1989
- 『美の値段』光文社(カッパ・ホームス) 1990
- 『女の原色図鑑』フットワーク出版 1991
- 『そこで夢はかなえられる 人生の時を大切に-アートに話そう』青春出版社 1994
- 『般若心経 池田満寿夫の造形』同朋舎出版 1995
- 『しっぽのある天使 わが愛犬物語』文藝春秋 1995　のち文庫
- 『エロチックな旅』求竜堂 1996
- 『池田満寿夫絵画を語る』白水Uブックス 1997
- 『富嶽百八景』朝日新聞社 1998

## 共著
- 数学とエロチシズム 広中平祐 講談社 1977.10  のち文庫
- 反美的生活のすすめ 横尾忠則 河出書房新社 1977.9
- 男と女 桐島洋子対談 講談社 1978.8  のち角川文庫
- 昼の眠りと夜の目醒め 佐藤陽子 講談社 1979.8
- エロスの美学 比較文化講義 加藤周一対談 朝日出版社 1981 (Lecture books)
- 食后のラブレター 佐藤陽子 主婦の友社 1984.10
- これが写楽だ 池田満寿夫推理ドキュメント 川竹文夫 日本放送出版協会 1984.11
- クライマックスはご一緒に いつまでも“男と女"でいるための愛し方 佐藤陽子 主婦と生活社 1986
- こういう女ならすべて失ってもいい 佐藤陽子 青春出版社 1988.9 のち文庫
- 芸術家になる法 金田石城対談 現代書林 1997.1

## 出演

### テレビドラマ
- 大奥 (1983年のテレビドラマ) 第44話 天使たちのエロス（1984年2月7日、フジテレビ系列・東映） - 質屋の店主役 監督作品
- 必殺仕事人ワイド 大老殺し 下田港の殺し技珍プレー好プレー（1987年10月2日、朝日放送・松竹） - 安藤広重役

### バラエティ
- クイズなんでも一番館（レギュラー、朝日放送テレビ）
- 日立 世界・ふしぎ発見!（準レギュラー、TBS）

### ドキュメンタリー
- NHK特集 池田満寿夫 推理ドキュメント（NHK）
- 世界名画の旅（テレビ朝日）

### CM
- キヤノン A-1（1981年）「窓からローマが見える」の撮影現場を舞台としている。
- 金印 金印わさび（1988年）※佐藤陽子と共演。
- ツクダオリジナル「オセロ」(1992年)※佐藤陽子と共演。
- ジョンソン「ガラスクルー・住まいクルーペーパータイプ」※佐藤陽子と共演。
- ミサワホーム「大きな生活。」